# うちの娘の為ならば、俺はもしかしたら魔王も倒せるかもしれない。
『うちの娘の為ならば、俺はもしかしたら魔王も倒せるかもしれない。』（うちのこのためならばおれはもしかしたらまおうもたおせるかもしれない）は、CHIROLUによる日本のライトノベル作品。略称は『うちの娘。』。2019年2月時点でシリーズ累計発行部数は50万部を突破している。『このライトノベルがすごい！』単行本・ノベルス部門では2018年版で10位を獲得している。
2014年8月1日から2017年8月12日まで『小説家になろう』にて連載。2015年からホビージャパンのHJノベルスより書籍化刊行された。第1巻ではトリュフが、第2巻以降では景がイラストを担当している。
メディアミックスとしては、ほた。による作画のコミカライズ作品が2016年より連載中。第6巻にてドラマCD付き特装版が発売され、特装版付属品とは異なる内容のドラマCDが単品で2017年10月25日に発売された。また、2019年にはテレビアニメが放送された。

## あらすじ
魔人族の少女・ラティナは、予言によって祖国を追放され、自身が暮らしていける土地を求めて父親と隣国を目指していたが、その途中、父親は森の中で行き倒れてしまう。一人残されたラティナが彼の亡骸のそばで途方に暮れていたところ、森へやってきた冒険者・デイルと出会った。
デイルは身寄りのない彼女を見捨てられず、下宿しているケニスとリタ夫妻が営んでいる酒場「踊る虎猫亭」で彼女を育てることを決意する。そんな2人は寝食を共にする中で少しずつ、しかし確実に、お互いにとってかけがえのない存在となってゆくのであった。

## 登場人物
「声」の項はテレビアニメ版 / ドラマCD版の声優を示し、1人のみの記載の場合はテレビアニメ版の声優を示す。

### 主要人物
デイル・レキ
声 - 岡本信彦 / 小林裕介
本作の主人公の一人。初登場時18歳の凄腕冒険者。
魔物の討伐依頼を遂行中、ラティナと出会う。ラティナを実の娘のように溺愛している。ラティナとは最初、共通言語である呪文言語でつたないコミュニケーションを取っていたが、ラティナが言葉を覚えた後は人間族の言葉で会話している。
複数の神からの祝福をうけており、『勇者』でもある。（このため、通常では魔王の眷属にはなれないが、例外的に他の魔王の抑止力となる第８または第零の魔王であるラティナの眷属にすることができた。）
後に、魔王となったラティナの眷属なり、彼女と結婚する。
ラティナ／プラティナ
声 - 高尾奏音 / 日高里菜
本作の主人公の一人。あらたしい第一の魔王であるフリソスの妹であり、のちにデイルとトモに過ごすこと求め第８または第零の魔王となり、彼を眷属にする。初登場時7歳(見た目は5歳程度)の銀髪に灰色の目をした魔人族の美少女。
素直であっという間に人の言葉を覚える程賢い。「踊る虎猫亭」の客達にもその可愛らしさから人気がある。両耳の上辺りに大きくカールした黒い角が生えていたが、左側の角は追放される際に神官の手によって折られてしまったため大きく欠けている。折れた角の根元はリボンで隠している。
黄の学舎にて教師により差別的な扱いを受けたことにショックをうけ、残っていたもう片方の角も自ら折るという行為を行い最終的に両方の角を失う。（その後、折った角は大きな方はクロエ、加工の際にでた小さい方はルドルフが持つことになる。（通常、折れた角は怨嗟の想いを持つが、ラティナの物に関しては相手を思い遣る思いがこもっている）また、クロエの持つ角はシルビアがヴァスィリオに行く際に彼女に預けられることになる）
リタ・クリューゲル
声 - 沼倉愛美 / 松井恵理子
ケニスの妻で「踊る虎猫亭」の女将。
夫と同様に、ラティナをデイルの大事な娘だと認めて、彼女なりの立場からラティナの成長を見守る。
ケニス・クリューゲル
声 - 小山剛志 / 田丸篤志
デイルが下宿している酒場「踊る虎猫亭」の主人。
デイルの兄貴分的な面もあり、ラティナのことも自分の家族のように面倒を見る。自分から店を手伝いたいと願い出たラティナの気持ちに応えて、料理の技術や客相手の作法などを教え、お店のお手伝いに対して手当を支給している。

### 踊る虎猫亭
ジルヴェスター・デリウス
声 - 西村知道
「踊る虎猫亭」の常連客。
禿頭の無骨な初老の男で、口数は決して多くないが人柄はよく、子供たちにもやさしい。他の常連客同様にラティナの事を、愛しげに大切に見守る。ラティナは「ジルさん」と呼ぶ。町の顔役。
エイモス
声 - 川田紳司
「踊る虎猫亭」の常連客。
ボスコ
声 - 木島隆一
「踊る虎猫亭」の常連客。
セドリック
声 - 堂坂晃三
「踊る虎猫亭」の常連客。
ダグラス
声 - 青木強
「踊る虎猫亭」の常連客。

### ラティナの友人
クロエ・シュナイダー
声 - 桑原由気 / 武田羅梨沙多胡
ラティナの友達で、男勝りな子供たちのリーダー的存在。仕立屋の娘。
ルドルフ・シュミット / ルディ
声 - 田村睦心
ラティナの友達で、体格が大きい。鍛冶屋の息子。
シルビア・ファル
声 - 高野麻里佳
ラティナの友達で、さっぱりした性格。憲兵副隊長の父親を持つ。
マルセル
声 - 広瀬ゆうき
ラティナの友達で、穏やかな性格。パン屋の息子。
アントニー
声 - 福原かつみ
ラティナの友達で、賢い。

### 魔人族
スマラグディ / ラグ
声 - 江口拓也
ラティナの父親。故人。
グラロス
声 - 久保田未夢
ラティナと同じヴァスィリオ出身。

### 獣人族
ヨーゼフ
声 - 井上雄貴
デイルの親戚。
ウーテ
声 - 中島唯
ヨーゼフの妻。
マーヤ
声 - 福緒唯
ヨーゼフの娘。

### ティスロウ
ヴェンデルガルド
声 - 芝原チヤコ
村の長。デイルの祖母。
ランドルフ
声 - 関俊彦
デイルの父。
マクダ
声 - 中村桜
デイルの母。
ヨルク
声 - 米内佑希
デイルの弟。
フリーダ
声 - 小田切優衣
ヨルクの妻。
コルネリオ師父
声 - 神尾晋一郎
『ティスロウ』という一族に興味を持って移住してきた『学者』で黄の神アスファルの神官。
クラリッサ
声 - 原紗友里
コルネリオ師父の娘。料理は今一つだが、茶菓子は村で有数の腕。

### 幻獣
ハーゲル
声 - 市川太一
幻獣『天翔狼』。
ヴィント
声 - 井澤詩織
ハーゲルの仔。

### その他
エルディシュテット公爵
声 - 宗矢樹頼
グレゴールの父。
グレゴール
声 - 斉藤壮馬
エルディシュテット公爵の末の三男。
ヘルミネ　
声 - 中原麻衣
デイルの知り合いの魔法使い。
ゴショ・シヘス
声 - 千葉繁
デイルの祖父の元パーティーメンバー。

## 七人の魔王
一の魔王
ヴァスィリオの王。唯一政治形態を持ち、統治されている。二の魔王に殺害された。
二の魔王
厄災の魔王。死と殺戮を愛する冥王。
三の魔王
海の魔王。水鱗族と共存関係を築いている。
四の魔王
厄災の魔王。疫病を運ぶ病魔の化身。
五の魔王
塔の魔王。
六の魔王
巨人の魔王。魔人族の中でも大きな体格を持つ一派。
同族の者を眷属として、定住せずあちこちを放浪している。
七の魔王
厄災の魔王。戦乱の魔王。

## 地名
クロイツ
デイルが普段拠点にしている都市。
アオスブリク
王都。
ハーゼ
宿場町。
クヴァレ
港町。
ヴァスィリオ
一の魔王の国。
ラーバンド国
グレゴールの故郷。
ティスロウ
デイルの故郷。

## 既刊一覧

### 小説
- CHIROLU（著）、トリュフ・景（イラスト） 『うちの娘の為ならば、俺はもしかしたら魔王も倒せるかもしれない。』 ホビージャパン〈HJノベルス〉、既刊9巻（2019年9月21日現在）
  1. 2015年2月20日初版発行（同日発売[11]）、ISBN 978-4-7986-0966-9
  2. 2015年9月19日初版発行（同日発売[12]）、ISBN 978-4-7986-1033-7
  3. 2016年2月20日初版発行（同日発売[13]）、ISBN 978-4-7986-1173-0
  4. 2016年6月22日初版発行（同日発売[14]）、ISBN 978-4-7986-1244-7
  5. 2016年11月24日初版発行（同日発売[15]）、ISBN 978-4-7986-1327-7
  6. 2017年8月23日初版発行（同日発売[16][17]）、ISBN 978-4-7986-1501-1 / ISBN 978-4-7986-1502-8（ドラマCD付き特装版）
  7. 2018年2月23日初版発行（同日発売[18]）、ISBN 978-4-7986-1628-5
  8. 2019年2月22日初版発行（同日発売[19]）、ISBN 978-4-7986-1867-8
  9. 2019年9月21日初版発行（同日発売[20]）、ISBN 978-4-7986-1963-7

### 漫画
カドコミ（KADOKAWA）で2016年7月22日より連載中。作画はほた。。単行本は同社のメディアファクトリーブランドより刊行。
- CHIROLU（原作）、トリュフ・景（キャラクター原案）、 ほた。（漫画） 『うちの娘の為ならば、俺はもしかしたら魔王も倒せるかもしれない。』 KADOKAWA〈MFコミックス〉、既刊6巻（2020年10月23日現在）
  1. 2017年1月23日発売[21]、ISBN 978-4-04-068786-5
  2. 2017年8月23日発売[22]、ISBN 978-4-04-069369-9
  3. 2018年2月22日発売[23]、ISBN 978-4-04-069681-2
  4. 2018年8月23日発売[24]、ISBN 978-4-04-065046-3
  5. 2019年6月22日発売[25]、ISBN 978-4-04-065766-0
  6. 2020年10月23日発売[26]、ISBN 978-4-04-065999-2

## ドラマCD
特装版第6巻に付属するドラマCDには原作小説第1巻の前半を中心としているが、原作4巻の名シーンもボイス化されている。2017年10月25日発売のドラマCDへの次回予告やキャストフリートークも収録。
EDGE RECORDSにより、小野寺藤菜によるシナリオ、CHIROLUによる監修のもと、ビートニクスから2017年10月25日に発売された。『月刊コミックアライブ』2017年10月号でも誌上通販が行われ、そちらはコミカライズ担当のほた。による描き下ろしアナザージャケットが特典として付いた。

## テレビアニメ
2019年3月にホビージャパン50周年記念アニメ化作品としてテレビアニメ化が発表され、2019年7月から9月にかけてTOKYO MXほかにて放送された。2018年（平成30年）9月にプロダクション リードから独立して設立された、MAHO FILMの初元請制作作品である。

### スタッフ
- 原作 - CHIROLU[28]
- 監督 - 柳瀬雄之[28]
- シリーズ構成・脚本 - 吉岡たかを[28]
- キャラクター原案 - 景・トリュフ[28]
- デザイン協力 - ほた。[28]
- キャラクターデザイン - 西田美弥子、舛舘俊秀、出口花穂[28]
- プロップデザイン - 大久保富彦、児玉萌、大場優子、小池瞳子[9]
- 色彩設計 - 渡辺亜紀[9]
- 美術監督・美術設計 - 柴田聡[9]
- 撮影監督 - 山根裕二郎[9]
- 編集 - 小峰博美[9]
- 音楽 - 横関公太[9]
- 音響監督 - 土屋雅紀[9]
- プロデューサー - 楊國祥、笠松竜二、藤井貴大、青木美里、大和田智之、松井健太[10]
- アニメーションプロデューサー - ディック小鹿原
- アニメーション制作 - MAHO FILM[28]
- 製作 - 白金の妖精姫を見守る会

### 主題歌
「I'm with you」
ラティナ（高尾奏音）によるオープニングテーマ。作詞は渡部紫緒、作曲は松坂康司、編曲は佐藤清喜。
「This is 勇者, but 残念!?」
デイル（岡本信彦）によるエンディングテーマ。作詞・作曲・編曲はhisakuni。
「花ノ枝」
ラティナ（高尾奏音）による第12話エンディングテーマ。作詞は只野菜摘、作曲・編曲はhisakuni。

### 各話リスト
| 話数 | サブタイトル                       | 絵コンテ   | 演出       | 作画監督                                                         | 総作画監督                   |
| ---- | ---------------------------------- | ---------- | ---------- | ---------------------------------------------------------------- | ---------------------------- |
| #01  | 青年、ちいさな娘と出会う。         | 柳瀬雄之   | 日下直義   | 西田美弥子 舛舘俊秀 関口雅浩 出口花穂                            | 西田美弥子 舛舘俊秀          |
| #02  | ちいさな娘、新たな生活をはじめる。 | 大久保富彦 | 大久保富彦 | 西田美弥子 出口花穂 岩田芳美                                     | 西田美弥子 出口花穂          |
| #03  | 青年、留守にする。                 | M.F.K      | 日下直義   | 西田美弥子 舛舘俊秀 出口花穂 児玉萌 関口雅浩 富沢和雄            | 西田美弥子 舛舘俊秀          |
| #04  | ちいさな娘、その『事件』。         | 大薮恭平   | 大薮恭平   | 舛舘俊秀 出口花穂 岩田芳美                                       | 舛舘俊秀 出口花穂            |
| #05  | ちいさな娘、 雪に感激する。        | 則座誠     | 則座誠     | 西田美弥子 舛舘俊秀 出口花穂 関口雅浩                            | 西田美弥子 舛舘俊秀 出口花穂 |
| #06  | 幼き少女、旅に出る。               | 大久保富彦 | 大久保富彦 | 大久保富彦 出口花穂 岩田芳美 津熊健徳                            | 西田美弥子 舛舘俊秀 出口花穂 |
| #07  | 幼き少女、港町へ行く。             | M.F.K      | 阿部雅司   | 志賀道憲 成松義人 西田美弥子 原田峰文                            | 西田美弥子 出口花穂          |
| #08  | 青年、故郷に着く。                 | M.F.K      | 日下直義   | 舛舘俊秀 関口雅浩 岩田芳美 津熊健徳                              | 舛舘俊秀 出口花穂            |
| #09  | 青年、弟の結婚式と幼い少女と。     | 大薮恭平   | 大薮恭平   | 西田美弥子 関口雅浩 出口花穂                                     | 西田美弥子 出口花穂          |
| #10  | 幼き少女、クロイツに帰る。         | M.F.K      | 日下直義   | 西田美弥子 関口雅浩 舛舘俊秀 飯飼一幸 田名網梢 津熊健徳 野田道子 | 西田美弥子 出口花穂          |
| #11  | 幼き少女とにゃんこパラダイス。     | 大久保富彦 | 大久保富彦 | 大久保富彦 出口花穂 関口雅浩 青木真理子 飯飼一幸                 | 出口花穂                     |
| #12  | 幼き少女、願う。                   | 柳瀬雄之   | 柳瀬雄之   | 柳瀬雄之                                                         | 西田美弥子 舛舘俊秀 出口花穂 |

### 放送局
| 放送期間                | 放送時間                     | 放送局       | 対象地域 | 備考                                 |
| ----------------------- | ---------------------------- | ------------ | -------- | ------------------------------------ |
| 2019年7月4日 - 9月19日  | 木曜 23:30 - 金曜 0:00       | TOKYO MX     | 東京都   |                                      |
|                         |                              | BS11         | 日本全域 | 製作参加 / BS放送/ 『ANIME+』枠      |
| 2019年7月5日 - 9月20日  | 金曜 21:00 - 21:30           | AT-X         | 日本全域 | CS放送 / 字幕放送 / リピート放送あり |
| 2019年7月6日 - 9月21日  | 土曜 1:55 - 2:25（金曜深夜） | 北陸放送     | 石川県   |                                      |
| 2019年7月7日 - 9月22日  | 日曜 1:00 - 1:30（土曜深夜） | J:COMテレビ  | 日本国内 | CATV                                 |
| 2019年7月9日 - 10月1日  | 火曜 1:55 - 2:21（月曜深夜） | 長崎文化放送 | 長崎県   | 『あに。』枠                         |
| 2019年7月10日 - 10月2日 | 水曜 23:00 - 23:30           | とちぎテレビ | 栃木県   |                                      |

インターネットでは、U-NEXTにて地上波最速放送と同時に独占配信される。

### BD
| 巻 | 発売日         | 収録話         | 規格品番  |
| -- | -------------- | -------------- | --------- |
| 1  | 2019年9月25日  | 第1話 - 第4話  | COXC-1225 |
| 2  | 2019年10月30日 | 第5話 - 第8話  | COXC-1226 |
| 3  | 2019年11月27日 | 第9話 - 第12話 | COXC-1227 |

### Webアニメ
ラティナの日記
公式Twitterで2019年4月29日から9月24日まで配信されたTwitterアニメ。Blu-rayに総集編が収録。
以降、Blu-ray発売予告として、10月25日（第2巻）、11月22日（第3巻）にも配信されている。

### Web動画番組
テレビアニメ出演声優陣による、生配信のWeb動画番組『『うちの娘。』保護者観覧放送』が2019年6月30日よりYouTube Live、ニコニコ生放送、Periscopeにて放送開始。
出演者
- 第1回・第3回（2019年6月30日・同年9月12日） - 高尾奏音（ラティナ役）、岡本信彦（デイル役）
- 第2回（同年8月15日） - 高尾奏音（ラティナ役）、桑原由気（クロエ役）、高野麻里佳（シルビア役）